# Templerhaus Kirchheim
Das Templerhaus Kirchheim war eine Kommende des Templerordens nahe dem Dorf Kirchheim an der Weinstraße (früher Kirchheim an der Eck) in Rheinland-Pfalz, später eine Niederlassung des Malteserordens und ein Siechenhaus.

## Lokalisierung
Die Templerkommende Kirchheim lag nordöstlich des Dorfes, nahe der heutigen Gemarkung von Grünstadt. Zur Zeit ihres Bestehens hieß sie auch „Haus am See“, „Domus de Lacu“, „Laach“, „Seve“ oder „Sewe“. Alle diese Bezeichnungen weisen auf einen See hin, der einst an diesem Platz existierte, wo sich heute noch ein Feuchtgebiet mit Wäldchen befindet. Die jetzige Gemarkung heißt „Seeb“ was sich ebenfalls von See ableitet. Aus dem Feuchtgebiet fließt ein Bächlein, der „Seebergraben“, nach Südwesten und mündet bei Kirchheim in den Eckbach. Nach Michael Frey wurde dieser Bach künstlich angelegt, um den See nach Untergang der Kommende trockenzulegen. Von der Templerniederlassung gibt es keine Überreste. Westlich davon lag der Ort Gernsheim, der ebenfalls verschwunden ist.

## Geschichte

### Templerkommende
Urkundlich erscheint das Kirchheimer Templerhaus erstmals 1283, ist aber schon älter. Laut Urkunde vom 5. Juni 1283 schenkten die Brüder Gerhard (Dompropst von Freising), Konrad und Godefrid genannt Raub, Söhne des verstorbenen Wildgrafen Emich von Dhaun, ihre Güter zu Gernsheim und Kirchheim dem Templerhaus zu „Laach“ in der Wormser Diözese. Bei den Schenkgebern handelt es sich um die drei Brüder des Freisinger Bischofs Emicho Wildgraf von Kyrburg.
Am 12. Juni 1288 überließ der Mainzer Domherr Wildgraf Hugo sein väterliches Erbe von Gütern in Gernsheim und Kirchheim seinem Bruder Friedrich Wildgraf von Kyrburg, Provinzmeister der Templer in Alemannien und Slavien sowie Großprior von Oberdeutschland. Beide waren ebenfalls Brüder des schon genannten Freisinger Bischofs Emicho Wildgraf von Kyrburg. Diese Liegenschaften gingen in den Besitz des Templerhauses zu „Laach“ über.
Laut einer Urkunde vom 11. Juli 1287 verkauften der genannte Templer-Provinzmeister Wildgraf Friedrich sowie der Kirchheimer Komtur Heinrich von Hohenfels, samt den übrigen Ordensbrüdern von „Domus de Lacu in Sewe“, in der Diözese Worms, Anteile ihrer Güter im Flurbezirk des Dorfes Laumersheim, an das St. Martinsstift in Worms.
Ebenfalls 1287 (27. April) befreite Graf Friedrich der Alte von Leiningen die Besitztümer der „Herren vom See“, in Kirchheim, Gernsheim, Bissersheim, Wattenheim und Obersülzen von allen weltlichen Abgaben.
Nochmals erscheint der Provinzmeister Friedrich Wildgraf von Kyrburg in einer Urkunde vom 7. August 1292. Hier kaufte er von seinem Bruder dem Wildgrafen Gottfried und dessen Sohn Konrad, gegen einen jährlichen Zins, weitere Güter in Kirchheim und Gernsheim, für das Templerhaus „Zum See“.
Eine Urkunde von 1300 wendet den Kirchheimer Templern eine Korngülte in Eisenberg zu.
In der Templerniederlassung lebten ein (1287 genannter) Komtur und Ordensritter und -brüder, außerdem ein Ordenskaplan als geistlicher Betreuer. Laut Christian von Stramberg und Anton Joseph Weidenbach, im Denkwürdigen und nützlichen rheinischen Antiquarius, habe sich der oberdeutsche Provinzmeister Wildgraf Friedrich ebenfalls weitgehend im Templerhaus „Zum See“, in der Diözese Worms aufgehalten.

### Malteserbesitz
Unter tragischen Umständen wurde der Templerorden am 22. März 1312, von Papst Clemens V. aufgelöst. In Deutschland fielen seine Güter größtenteils an den Malteserorden (damals noch Johanniterorden genannt). Das geschah auch mit dem Templerhaus zu Kirchheim. Der Malteserorden übernahm es und wandelte es später in ein Gutleuthaus um, in welchem hauptsächlich Leprakranke untergebracht wurden.
1407 wird der Kirchheimer „Hof am See“ genannt, anlässlich eines Kampfes des in Wormser Diensten stehenden Söldnerführers Hennel Streif mit dem Leininger Burgmann Henne Malchus und seinen Leuten. Es kam dort zu einem Kampf zwischen beiden Gruppen, wobei es mehrere Tote gab und Streif in Gefangenschaft geriet.
Das Wormser Synodale belegt 1496 eine noch bestehende Johanniterkapelle (= Malteser) im Feld bei Kirchheim an der Weinstraße, womit zweifelsohne die Kirche der früheren Templerniederlassung gemeint ist.
Letztmals erscheint der „Seehof“ bei Kirchheim 1551 in einer Urkunde des Kurfürsten Friedrich II. von der Pfalz. Er schlichtete einen Streit zwischen der Malteserkommende Worms und dem Grafen Philipp von Leiningen, wegen Fronleistungen für den letzteren und dessen Verpflichtungen zum materiellen Unterhalt des Kirchheimer Seehofes. Dabei beharrte der Graf darauf, dass das von ihm zu liefernde Korn für den Kaplan der Niederlassung bestimmt sei, das Haus aber keinen mehr habe, er also auch nichts liefern müsse. Sollte man dort wieder einen Priester anstellen, wolle er die Zuwendung wieder aufnehmen. Damals bestand das Malteserhaus offenbar noch, war aber schon im Niedergang begriffen, da es keinen eigenen Geistlichen mehr besaß.
Bei Güterbeschreibungen und Verpachtungen ab 1588 wird das „Haus am See“ als nicht mehr existent bezeichnet. 1588 heißt es: „Erstlich der Platz darauf der Hoff und desselben Gebeue und Zugehörungen gestanden. Ist gerings herum mit einem Graben umbfangen.“
Die Grundstücke der ehemaligen Templerkommende wurden bis 1788 in gewissen Abständen per Urkunde in ihrem Bestand kontrolliert oder beschrieben (sogenannte Güterrenovationen) und neu verpachtet. Mit dem Übergang der Gebiete des linken Rheinufers an Frankreich gelangten sie 1804 per Versteigerung in Mainz an Privatbesitzer.